# Vésubie
Die Vésubie  (Vesubiá auf Okzitanisch/Provenzalisch/Nizzardisch) ist ein Gebirgsfluss in Frankreich, der im Département Alpes-Maritimes in der Region Provence-Alpes-Côte d’Azur verläuft.

## Flusslauf
Die Vésubie entspringt im Nationalpark Mercantour, an der Westflanke des Mont Colomb (2816 m), im östlichen Gemeindegebiet von Saint-Martin-Vésubie. Die Vésubie zieht eine große Schleife durch die Seealpen, entwässert jedoch generell in südwestlicher Richtung und mündet nach rund 46 Kilometern gegenüber von Bonson, beim Weiler La Rivière, an der Gemeindegrenze von Levens und Utelle, als linker Nebenfluss in den Var.

## Zuflüsse
- Der Boréon (rechts) ist 14,5 km lang[3] in der Gemeinde Saint-Martin-Vésubie.
- Der Riou de Venanson (rechts) ist ein 5,4 km langer Zufluss in den fünf Gemeinden Valdeblore, Venanson, Roquebillière, Saint-Martin-Vésubie, Marie.
- Der Vallon d'Espaillart (links) ist 7,4 km lang und fließt durch die drei Gemeinden Belvédère, Roquebillière und Saint-Martin-Vésubie.
- Der Vallon de Cervagne oder auch Vallon de Gourgas (rechts) ist ein 5,4 km langer Zufluss in den drei Gemeinden Belvédère, Venanson und Roquebillière.
- Die Gordolasque (links) ist ein 18,7 km langer[4] Zufluss, der zwei Gemeinden durchfließt und einen benannten Nebenfluss hat
  - Der Vallon des Graus (links) ist 9,5 km lang und durchfließt eine Gemeinde.
- Der Riou de la Bollène (links) ist ein 8,5 km langer Zufluss in den drei Gemeinden La Bollène-Vésubie, Lantosque und Moulinet.
- Der Riou de Lantosque (rechts) ist 8 km lang und fließt auf dem Gebiet der Gemeinden Utelle, Lantosque und Roquebillière; er hat zwei benannte Zuflüsse:
  - Der Ruisseau des Lonas hat eine Länge von 1,4 km und durchfließt dieselben Gemeinden.
  - Der Ruisseau de Barra Rossa ist 1,4 km lang und durchfließt dieselben Gemeinden.
- Der Vallon de Saint-Colomban, ist ein 9,1 km langer Zufluss in den vier Gemeinden Utelle, La Bollène-Vésubie, Lantosque und Moulinet.
- Der Riou du Figaret (rechts) ist ein 10,4 km langer Nebenfluss[5] in den drei Gemeinden Utelle, La Tour, Lantosque; er hat einen benannten Zufluss:
  - Der Vallon des Fournés de Bagnolar (rechts) verläuft auf 5,3 km Länge durch dieselben drei Gemeinden.
- Der Ruisseau de Saint-Honorat (rechts) verläuft 2,5 km durch die Gemeindegebiete von Utelle und Lantosque.
- Der Ruisseau de Campon (links) ist 3,4 km lang und durchfließt die Gemeinden Utelle, Duranus und Coaraze.

## Orte am Fluss
- Saint-Martin-Vésubie
- Belvédère
- Roquebillière
- La Bollène-Vésubie
- Lantosque
- Duranus
- La Rivière, Gemeinde Utelle

## Sehenswürdigkeiten
Die Schluchten der Vésubie (frz.: Gorges de la Vésubie) gehören zu den landschaftlich schönsten in den Seealpen.

## Energiewirtschaft
Der Mittellauf des Flusses wird zur Energiegewinnung aufgestaut. Das Wasser wird durch Druckstollen abgeleitet.

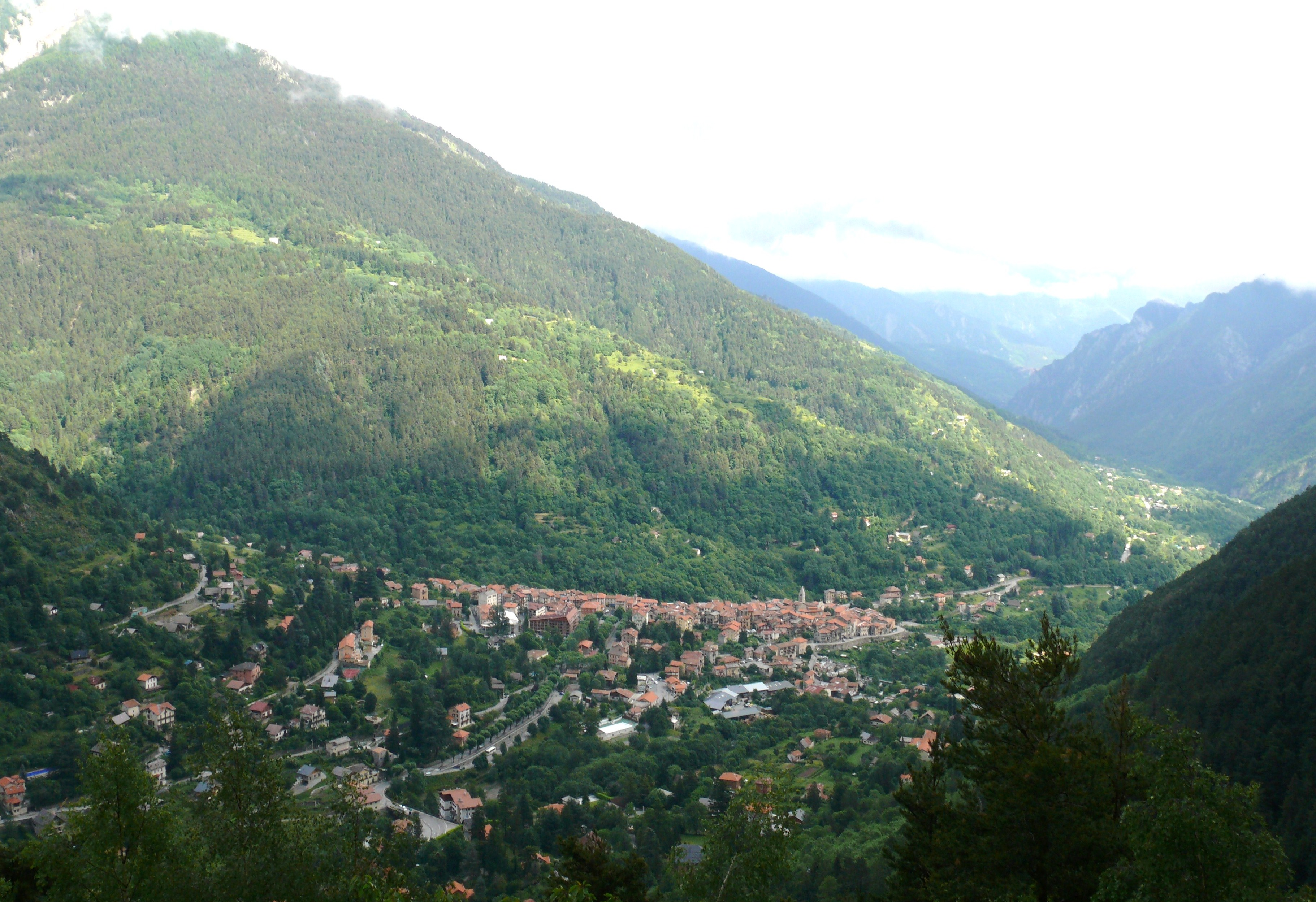
Das Quellgebiet bei Saint-Martin-Vésubie
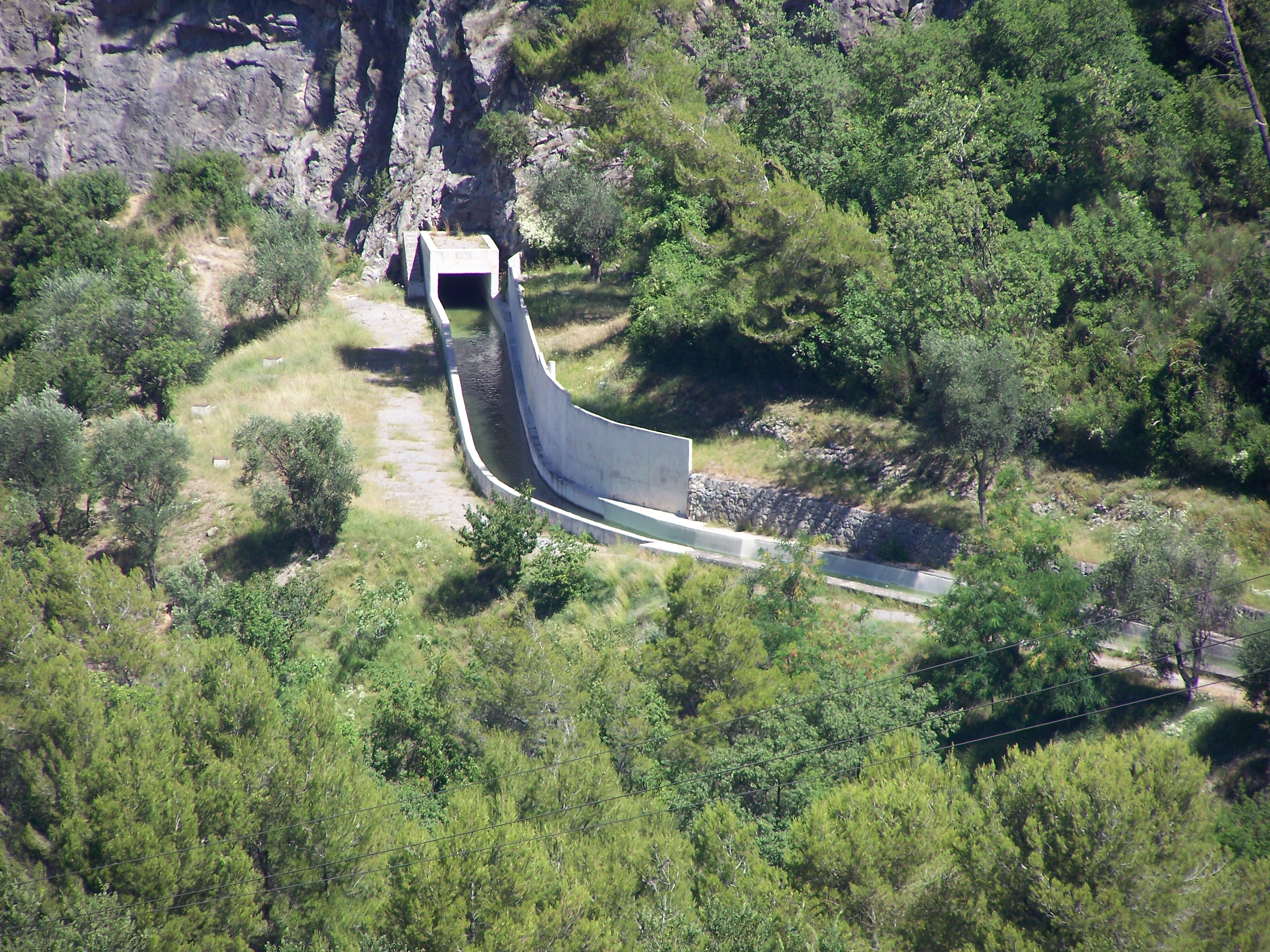
Der Canal de la Vésubie leitet das Wasser des Flusses ab